# Modlitwa w drodze
Modlitwa w drodze – codzienne rozważania modlitewne związane z duchowością ignacjańską udostępnione za pomocą strony internetowej, aplikacji mobilnej i podcastu. Każde rozważanie zawiera fragment Ewangelii, kilka myśli komentarza oraz muzykę.

## Historia
Modlitwa w drodze to inicjatywa polskich jezuitów, którzy zainspirowali się aplikacją jezuitów z Wielkiej Brytanii Pray As You Go utworzoną w 2006 r. Następnie powstała portugalska, a potem polska wersja. Początki polskiej wersji sięgają 2010 r. Inicjatorem Modlitwy w drodze był o. Wojciech Ziółek SJ, który współpracował z grupą kleryków (scholastyków). W 2011 rozważania były nadawane w około dwudziestu katolickich stacjach radiowych. W projekt ten zaangażowali się aktorzy m.in. Małgorzata Kożuchowska, Krzysztof Globisz oraz prezenterzy w tym Krzysztof Ziemiec.
W 2016 liczba pobrań aplikacji na androida przekroczyła 100 tys.
Od 2019 Modlitwa w drodze dostępna jest w serwisie Spotify. W tym samym roku bazując na Modlitwie w drodze stworzono wersję w języku ukraińskim – iMolytva.

## Redakcja
Modlitwa w drodze jest prowadzona przez jezuitów we współpracy ze świeckimi. Skład redakcji częściowo się zmienia zważywszy na dynamikę formacji jezuickiej. Obecnie koordynatorem przedsięwzięcia jest o. Wojciech Morański SJ. Autorzy rozważań to wolontariusze: świeccy, siostry zakonne, jezuici (klerycy i księża).

## Nagroda
Aplikacja na smartfony Modlitwa w drodze została nagrodzona w Mobile Trends Awards 2014 w kategorii komunikacja i społeczności.